# Wiesław Drzewicz
Wiesław Drzewicz (ur. 19 marca 1927 w Warszawie, zm. 31 grudnia 1996 tamże) – polski aktor teatralny, filmowy, telewizyjny, radiowy i dubbingowy. Na stałe zapisał się w pamięci widzów jego dubbing postaci Gargamela z serialu animowanego Smerfy.

## Życiorys

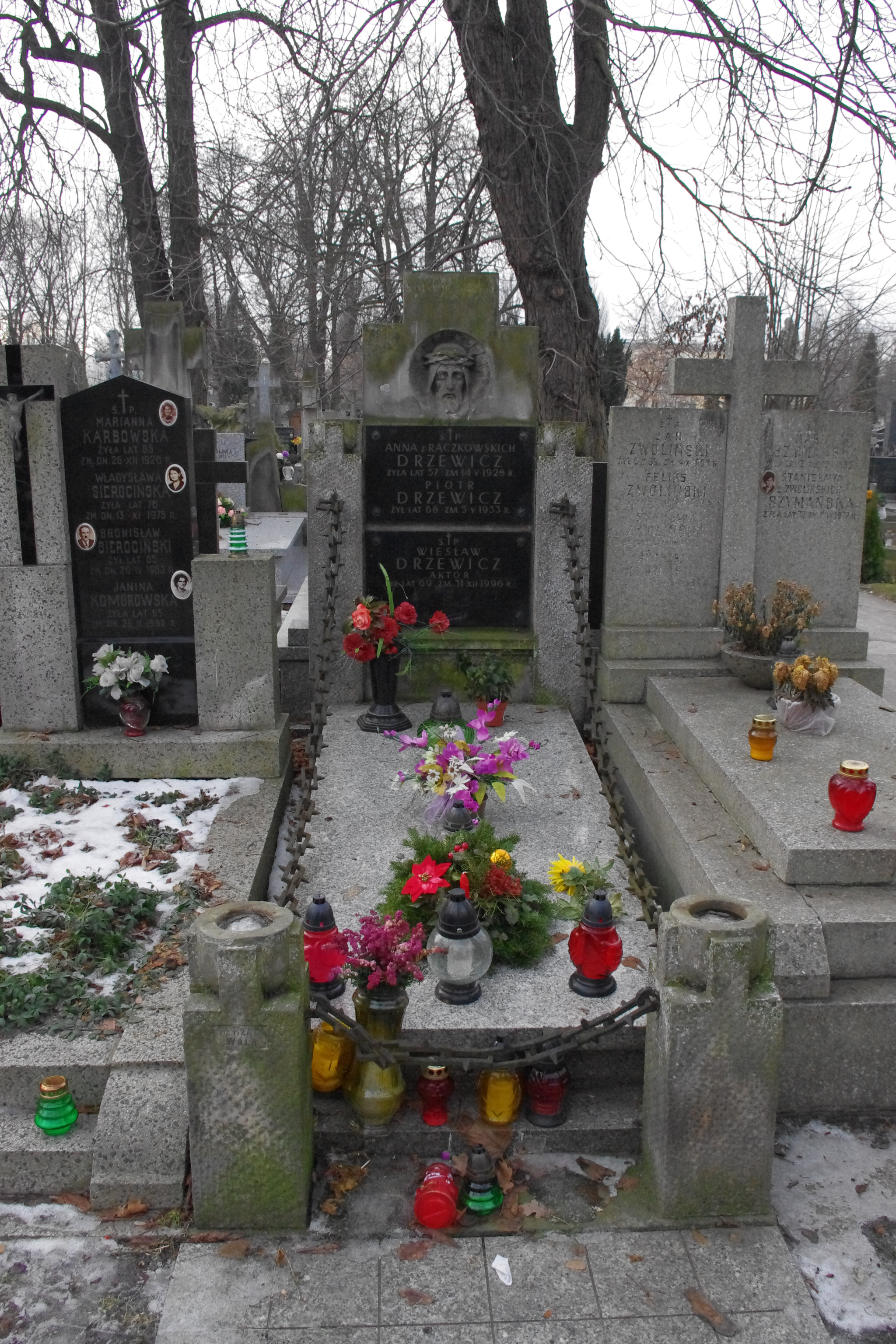
Grób Wiesława Drzewicza na cmentarzu Wolskim w Warszawie

Był synem Bronisława. W 1948 ukończył studia na Wydziale Aktorskim Państwowej Wyższej Szkoły Teatralnej w Krakowie. W 1946 zadebiutował w przedstawieniu Droga do świtu Bohdana Pepłowskiego w reż. Józefa Wyszomirskiego na scenie Starego Teatru w Krakowie. W latach 1948–1955 występował w Teatrze im. Adama Mickiewicza w Częstochowie. W latach 1955–1963 był aktorem Teatru Zagłębia w Sosnowcu. Na sezon 1963/1964 wrócił do Krakowa zaangażowany do zespołu Teatru im. Juliusza Słowackiego. W latach 1963–1968 grał w Teatrze Polskim w Bydgoszczy, w sezonie 1968/69 w Teatrze im. Wilama Horzycy w Toruniu.
Od 1969 był aktorem teatrów warszawskich: Klasycznego (1969–1972), Studio (1972–1982), Komedia (1982–1990). W 1976 zagrał małą rolę (właściciel lokalu w Zakopanem) w filmie Człowiek z marmuru. W sezonie 1990/1991 oraz w latach 1993–1996 występował w Teatrze Syrena w Warszawie. Był silnie związany z Polskim Radiem. Grał w radiowych serialach W Jezioranach i Matysiakowie. Zajmował się także dubbingiem w filmach rysunkowych, m.in. Gorylu Magilli (jako Peebles), Psie Dalim i Smerfach (jako Gargamel). Występował także w pierwszej polskiej telenoweli – W labiryncie.
Zmarł 31 grudnia 1996 na raka płuc w warszawskim szpitalu. Miał 69 lat. Spoczywa na kwaterze 27 na cmentarzu Wolskim.

## Filmografia
- Wielka miłość Balzaka (serial telewizyjny) (1973) – wydawca Honore de Balzaca (odc. 4. Komedia ludzka)
- Człowiek z marmuru (1976) – właściciel „Ostoi” w Zakopanem, mąż Hanki Tomczyk
- Czterdziestolatek (serial telewizyjny) (1977) – Zdzisław Burzyński, były kelner (odc. 21. Smuga cienia, czyli pierwsze poważne ostrzeżenie)
- Polskie drogi (serial telewizyjny) (1977) – szewc Stanisław Drabik, działacz komunistyczny (odc. 9. Do broni i odc. 11. W obronie własnej)
- Układ krążenia (serial telewizyjny) (1978) – zegarmistrz Zygmunt Tyczyński (odc. 4. Szycha w odstawce)
- Wśród nocnej ciszy (1978) – fotograf w kościele
- Doktor Murek (1979) – „Buchalter”, bezdomny w noclegowni
- Golem (1979) – ojciec Miriam
- Kung-fu (1979) – lekarz
- Skradziona kolekcja (1979) – dyrektor instytutu, szef Janki
- Wściekły (1979) – recepcjonista hotelu „Piast” w Toruniu
- Bo oszalałem dla niej (1980) – ortodonta Józefat Rakowicz
- Dom (serial telewizyjny) (1980) – Bańkowski, mieszkaniec bloku budowanego przez Bronka Talara (odc. 6. Nosić swoją skórę)
- Wizja lokalna 1901 (1980) – inspektor Winter
- Zamach stanu (1980) – adwokat Rudziński, obrońca w procesie brzeskim
- 07 zgłoś się (serial telewizyjny) (1981 i 1984) – kierownik lokalu (odc. 13 Strzał na dancingu), „Rudzielec”, pijaczek znaleziony na miejscu zabójstwa Krystyny Barcz (odc. 17 Morderca działa nocą), „Rudzielec”, złodziej okradający Rolsona (odc. 21 Przerwany urlop)
- Filip z konopi (1981) – podglądacz, donosiciel
- Kłamczucha (1981) – Dmuchawiec
- Wojna światów – następne stulecie (1981) – Stary
- Szaleństwa panny Ewy (serial telewizyjny) (1983) – profesor geografii (odc. 1. Pieskie życie)
- Siedem życzeń (serial telewizyjny) (1984) – taksówkarz (odc. 2. Spojrzenie Faraona)
- Smażalnia story (1984) – Władek
- C.K. Dezerterzy (1985) – profesor
- Mrzonka (1985) – klient Rajzemana
- Chrześniak (1985) – dyrektor
- Ucieczka (1986) – ojciec chłopca
- Klementynka i Klemens – gęsi z Doliny Młynów (1986) – weterynarz
- Rykowisko (1986) – dyrektor departamentu Tadeusz Szebesta
- Ballada o Januszku (serial telewizyjny) (1987) – Stefan Ściborek, ojciec Mariolki (odc. 8)
- Misja specjalna (1987) – Henio wożący rąbankę
- Mistrz i Małgorzata (serial telewizyjny) (1988) – Fokicz, kierownik bufetu w teatrze „Variete” (odc. 1. Seans czarnej magii i odc. 2. Mistrz)
- W labiryncie (serial telewizyjny) (1988–1990) – Leon Guttman
- Janka (1989) – handlarz, sprzedawca Alaski
- Mów mi Rockefeller (1990) – portier w restauracji
- Dom na głowie (1990) – Trafko
- 40-latek. 20 lat później (serial telewizyjny) (1993) – dyrektor Burzyński, kierownik „Cricolandu”, były kelner leżący kiedyś z inż. Stefanem Karwowskim w szpitalu (odc. 11. Musimy się zdzwonić, czyli cienie przeszłości)
- Jest jak jest (serial telewizyjny) (1994) – profesor Henryk Jędrzejko, sąsiad Darka
- Awantura o Basię (1995) – nauczyciel historii
- Awantura o Basię (1996) – nauczyciel historii

## Dubbing
- 1964–1967: Goryl Magilla – Pan Peebles (niektóre odcinki) (stary dubbing)
- 1971: Prywatny detektyw – Tommy
- 1971: Królowa Elżbieta – Parry
- 1973: Siedemnaście mgnień wiosny – Astronom
- 1971: Dzielny szeryf Lucky Luke
- 1974: Joe w królestwie pszczół
- 1975: Pszczółka Maja
- 1976: Błękitny ptak
- 1976: Ja, Klaudiusz – Muza
- 1980: Pies, który śpiewał
- 1981–1989: Smerfy – Gargamel
- 1982: Bez wyraźnych motywów
- 1985: Urwisy z Doliny Młynów – bocian Kuba
- 1985: Asterix i niespodzianka dla Cezara – Asterix (pierwsza polska wersja dubbingu, Studio Opracowań Filmów w Warszawie)

## Odznaczenia i nagrody
- Krzyż Kawalerski Orderu Odrodzenia Polski (1978)
- Srebrny Krzyż Zasługi (1954)[1]
- Złota Odznaka „Zasłużony dla Województwa Katowickiego” (1968)
- Nagroda na VIII Festiwalu Teatrów Polski Północnej w Toruniu za rolę Josepha Goebbelsa w spektaklu Zmierzch demonów Romana Brandstaettera w reż. Jana Błeszyńskiego w Teatrze Polskim w Bydgoszczy (1966)
- Nagroda na X Opolskich Konfrontacjach Teatralnych w Opolu za rolę Łatki w Dożywociu Aleksandra Fredry w reż. Olgi Lipińskiej w Teatrze Komedia w Warszawie (1984)
- „Złoty Mikrofon” – nagroda za osobowość aktorską prezentowaną w różnych gatunkach radiowych (1990)